# Long Walk Home: Music from the Rabbit-Proof Fence
Long Walk Home: Music from the Rabbit-Proof Fence – dwunasty album Petera Gabriela, a czwarty ze ścieżką dźwiękową. Zawiera ścieżkę dźwiękową do australijskiego filmu Polowanie na króliki. Jest to jeden z dwóch albumów, obok Up, wydanych przez Gabriela w 2002 r. 
Temat z utworów „Ngankarrparni” oraz „Cloudless” pojawia się w utworze „Sky Blue” na płycie Up.

## Lista utworów
Wszystkie utwory napisane przez Petera Gabriela.
1. „Jigalong” – 4:03
2. „Stealing the Children” – 3:19
3. „Unlocking the Door” – 1:57
4. „The Tracker” – 2:47
5. „Running to the Rain” – 3:18
6. „On the Map” – 0:58
7. „A Sense Of Home” - 1:59
8. „Go Away, Mr Evans” – 5:14
9. „Moodoo's Secret” – 3:02
10. „Gracie's Recapture” – 4:40
11. „Crossing the Salt Pan” – 5:07
12. „The Return, Parts 1-3” – 11:25
13. „Ngankarrparni (Sky Blue – reprise)” – 6:01
14. „The Rabbit-Proof Fence” – 1:08
15. „Cloudless” – 4:49

## Muzycy
- Peter Gabriel – pianino, instrumenty klawiszowe, śpiew, surdo, perkusja
- Richard Evans
- Tchad Blake
- David Rhodes
- Manu Katché
- Nusrat Fateh Ali Khan
- Hossam Ramzy
- Lakshminarayanan Shankar
- Doudou N'Daiye Rose
- Assane Thiam
- Fenella Barton
- Dinah Beamish
- Marc Berrow
- Melanie Gabriel
- Duchess Nell Catchpole
- Ben Chappell
- Roger Chase
- David Daniels
- Babacar Faye
- Antonia Fuchs
- Peter Green
- Will Gregory
- Stephen Hague
- Peter Hanson
- Sally Herbert
- Benet Houariyat
- Nick Ingraham
- Johnny Kalsi
- Patrick Kiernan
- Boguslaw Kostecki
- Peter Lale
- Chris Laurence
- Julian Leaper
- Martin Loveday
- Ged Lynch
- Dominque Mahut
- James McNally
- Donald McVay
- Chuck Norman
- Jacqueline Norrie
- Claire Orsler
- Anthony Pleeth
- Dmitri Pokrovsky
- Jocelyn Pook
- Fred Rice
- David Sancious
- Mary Scully
- Jackie Shave
- Robert Smissen
- Cathy Thompson
- Chris Tombling
- Gavyn Wright
- Adzido Pan African Dance Ensemble
- Blind Boys of Alabama
- Dhol Foundation
- Electra Strings
- London Session Orchestra